# Jan od Kříže

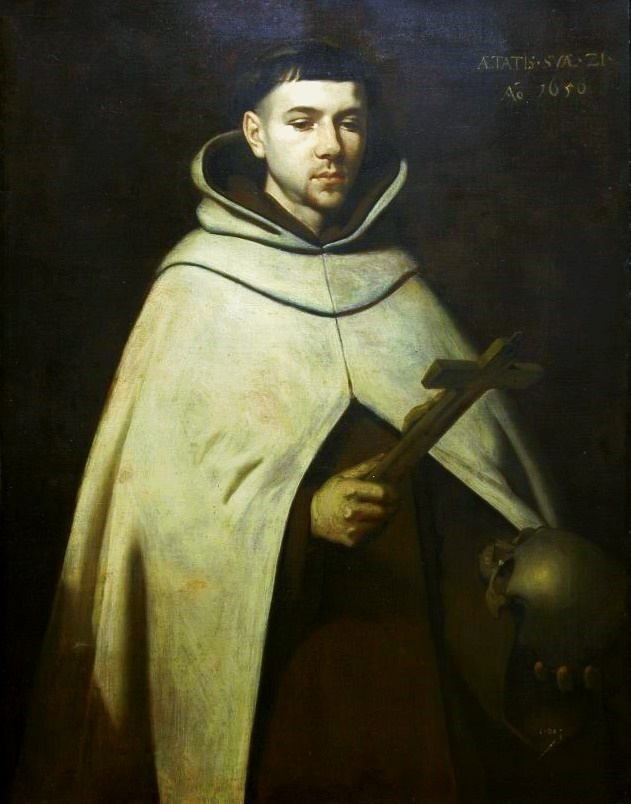
Jan od Kříže (autor: Francisco de Zurbarán)

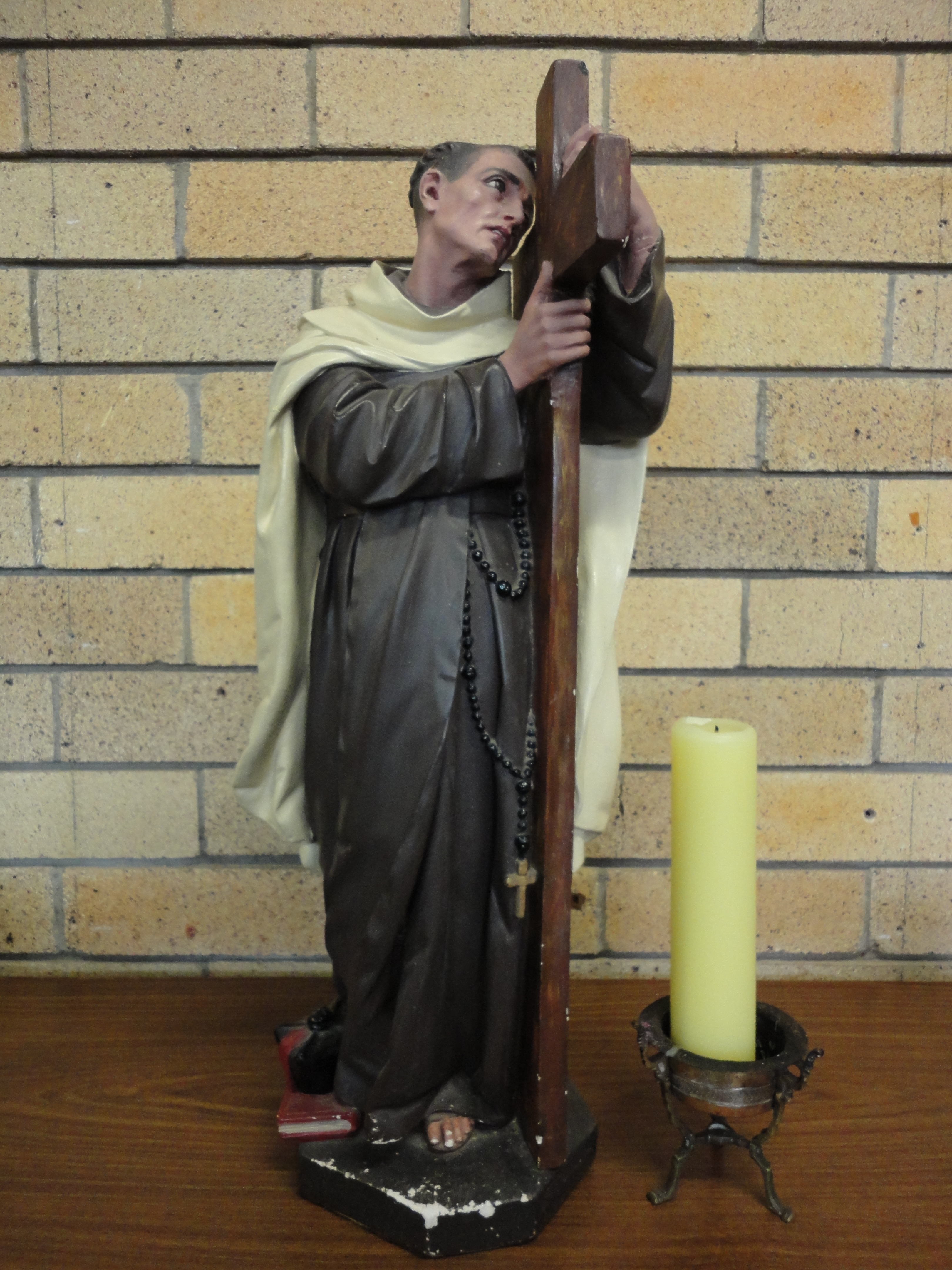
Socha Jana od Kříže

Svatý Jan od Kříže (španělsky Juan de la Cruz), rodným jménem Juan de Yepes (24. červen 1542 Fontiveros – 14. prosinec 1591 Úbeda) byl římskokatolický kněz (vysvěcen 1567), mnich řádu karmelitánů, básník, jehož dílo představuje vrchol španělské křesťanské mystiky.

## Život
Po studiu v koleji Tovaryšstva Ježíšova v Medině del Campo vstoupil v roce 1563 v jednadvaceti letech do karmelitánského řádu, kde přijal jméno Jan od svatého Matouše. Tento řád si vybral kvůli kontemplativnímu způsobu života a úctě k Panně Mariii. O rok později 1564 zahájil studium teologie a filosofie na univerzitě v Salamance. Kde patřil k nejnadanějším a nejpilnějším žákům.

Připojil se k reformě karmelitánského řádu, kterou započala v její ženské větvi sv. Terezie od Ježíše (z Ávily) a byl vůbec prvním, kdo oblékl hábit reformovaného řádu, tzv. bosých karmelitánů a začal žít podle původní karmelitánské řehole v konventu v Duruelu (tehdy začíná důsledně používat jméno Jan od Kříže).
Účastnil se zakládání reformovaných konventů a měl na starosti mnichy a novice, kteří v těchto konventech žili. Postupně vzrůstalo napětí mezi „bosými“ a „obutými“ karmelitány, při němž došlo k násilí ze strany „obutých“ na hlavních představitelích reformy, zvl. Jana od Kříže. Jeho spolubratři ho uvěznili v klášteře Vtělení v Avile, kde zůstal po devět měsíců (od 2. prosince 1577 až do 15. srpna 1578). Právě období uvěznění se stalo rozhodující fází jeho duchovního života. Během věznění také sepsal své nejlepší duchovní básně. Po útěku z vězení působil jako zpovědník karmelitánských mnišek (na žádost Terezie z Ávily) a postupně jako převor několika domů, posléze jako představený reformovaných konventů v Andalusii. V posledním období svého života neměl žádné zvláštní poslání v rámci svého řádu.
Již za jeho života se podařilo prosadit rozdělení bosých karmelitánů a tzv. „obutých“ karmelitánů, tedy těch, kdo se k reformě řádu nepřipojili. Nejprve byla vytvořena samostatná provincie bosých bratří v Kastilii, nakonec byl řád osamostatněn a roku 1593 získal svého vlastního generálního představeného.
Za svatého byl prohlášen 27. prosince 1726, učitelem církve v roce 1926. V katolickém kalendáriu připadá jeho svátek na 14. prosinec.

## Dílo
Sv. Jan od Kříže je považován za jednoho z nejvýznamnějších španělských básníků. Přibližně tisíc veršů a tisíc stran prozaického textu z něho činí jednu z nejdůležitějších křesťansko-mystických osob všech dob. Jeho sebrané básně Duchovní píseň a Temná noc jsou všeobecně pokládané za jedny z nejlepších děl španělsky psané poezie, a to jak ze stylistického hlediska, tak i díky bohaté symbolice a metaforičnosti.
Duchovní píseň je ekloga, v níž nevěsta (představující duši) hledá ženicha (představujícího Ježíše Krista) a prožívá úzkost z jeho ztráty. Nakonec jsou oba naplněni radostí ze vzájemného shledání. Báseň je možné číst jako volnou španělskou adaptaci Písně písní, která vznikla v době, kdy byl překlad Bible do lidového jazyka zakázán.
Temná noc (od níž se odvozuje stejný duchovní termín) popisuje cestu duše z pozemského života k sjednocení s Bohem. Děje se tak v noci, jež představuje strádání a obtíže, které duši doprovází, když se odděluje od světa a nachází světlo ve spojení se Stvořitelem. Noc zahrnuje několik kroků vyprávěných v jednotlivých slokách. Hlavní myšlenku básně je možné chápat jako bolestnou zkušenost, kterou prožívají lidé usilující o růst v duchovní zralosti a spojení s Bohem. V roce 1586 – rok po dokončení Temné noci – napsal k básni sv. Jan od Kříže také komentář. Vysvětluje v něm verš po verši význam celé básně.
Svatý Jan napsal také čtyři pojednání o mystické teologii, dvě pojednání o obou výše uvedených básních. V nich vysvětluje význam básní verš po verši a dokonce i slovo po slovu.
Výstup na horu Karmel, jeho třetí dílo, představuje systematičtější studii asketického úsilí duše hledající dokonalé spojení s Bohem. Dále popisuje mystické události doprovázející toto hledání. Čtvrté veršované dílo – Živý plamen lásky – popisuje velkou důvěrnost, kdy duše odpovídá na Boží lásku. Tyto básně tvoří spolu s dílem Dichos de Luz y Amor (Vyprávění o světle a lásce) a spisy sv. Terezie nejdůležitější mystická pojednání ve španělštině. Hluboce ovlivnily pozdější autory duchovní literatury z celého světa. Patří mezi ně T.S. Eliot, Terezie z Lisieux, Edith Steinová (Terezie Benedikta od Kříže) a Thomas Merton. Sv. Jan ovlivnil také filozofy (Jacques Maritian), teology (Hans Urs von Balthasar), pacifisty (Dorothy Day, Daniel Berrigan a Philips Berrigan) a umělce (Salvador Dalí). Papež sv. Jan Pavel II. napsal teologickou disertaci na mystickou teologii sv. Jana od Kříže.

### Poezie
- Český soubor Janových básní: Poezie sv. Jana od Kříže. Francl, G. [tr.]. Kostelní Vydří: Karmelitánské nakladatelství, 2003. ISBN 80-7192-471-7.
- Temná noc (Noche oscura del alma)
- Duchovní píseň (Cántico espiritual)
- Živý plamen lásky (Llama de amor viva)

### Teologie a mystika
Stěžejní Janova teologická díla jsou vlastně komentářem k básním stejného jména, kromě Výstupu, který je pojat jako doplněk Temné noci.
- Výstup na horu Karmel. Kostelní Vydří: Karmelitánské nakladatelství, 1999. ISBN 80-7192-420-2.
- Temná noc. Kostelní Vydří: Karmelitánské nakladatelství, 1995. ISBN 80-7192-055-X.
- Duchovní píseň. Kostelní Vydří: Karmelitánské nakladatelství, 2000. ISBN 80-7192-436-9.
- Živý plamen lásky. Kostelní Vydří: Karmelitánské nakladatelství, 2001. ISBN 80-7192-435-0.

### Krátké spisy
- Krátké spisy a korespondence. Kostelní Vydří: Karmelitánské nakladatelství, 1998. ISBN 80-7192-183-1.